# Mäusebach (Sulm)
Der Mäusebach ist ein etwa 11⁄2 km langer Bach im Gebiet der Gemeinde Obersulm im Landkreis Heilbronn im nördlichen Baden-Württemberg, der nach nordöstlichem Lauf im Dorf Willsbach der Gemeinde von links in die mittlere Sulm mündet.

## Geographie

### Verlauf
Der Mäusebach entsteht nach der amtlichen Gewässerkarte in seiner von schmalen Obstwiesen am Hang gesäumten Talmulde Mäuseklinge am diese dort querenden Steinackerweg auf etwa 211 m ü. NHN, etwa 0,4 km nordwestlich des Wasserreservoirs auf dem Offelesberg und unter den Weinbergen an dessen Hang, wo ein meist bewuchsloser und in langen, geraden Stücken ziehender Graben einsetzt. Nach anderen Karten entsteht er unbeständig schon etwa vier Meter höher und knapp 100 Meter weiter südwestlich an einer in der Wiesenaue der Mäuseklinge ziehenden Feldhecke.
Längstenteils verläuft er in seiner wenig tiefen Talmulde nordostwärts und nimmt 300 Meter nach seinem offiziellen Ursprung und zwei querenden Feldwegen weiter von links einen etwa ebenso langen Graben dem Gewann Steinsfelder Weg entlang aus dem Westnordwesten auf, der nur unbeständig Wasser führt. Danach steht am Ufer auf kurzem Abschnitt eine Schilfrohrfläche in einer Wiese. Sodann rückt er an die Seite des nach Willsbach führenden Steinackerwegs und ist nun beidseits von Äckern begleitet. Am Dorfeingang fließt er noch unmittelbar neben einer Obstwiese, noch kurz neben einer Feldhecke, dann geht er am Friedhof in eine unterirdische Verdolung, die ihn unter dem Steinackerweg bis ins Ortszentrum und unter die B 39 hindurch führt.
An der Luisenstraße knickt er nach Norden ab und läuft von da an seinen letzten Viertelkilometer auf gezackter Trasse bis zur Sulmstraße, wo er nahe dem Haus Nr. 17 und gegenüber dem Sportplatz in den rechten Flussaue aus seiner Verdolung von links und auf etwa 185 m ü. NHN in die mittlere Sulm mündet. Nach seinem 1,5 km langen Weg mit mittlerem Sohlgefälle von etwa 17 ‰ mündet er also etwa 26 Höhenmeter unterhalb seines Grabenbeginns. Er hat außer dem anfangs genannten keine weiteren offenen Zuflüsse.

### Einzugsgebiet
Der Mäusebach hat ein etwa 1,1 km² großes Einzugsgebiet, das im Unterraum Weinsberger Tal des Naturraums der Löwensteiner Berge liegt. Sein mit etwa 271 m ü. NHN höchster Punkt liegt an der Südspitze auf dem Föhrenberg, auf dem ein weniger als 5 Hektar großer Waldkeil im Einzugsgebiet liegt, der einzige nicht offene oder bebaute Anteil von ihm. Außerhalb der Talmulde mit wenigen Wiesen auf dem Talgrund und langen und schmalen Obstwiesen am rechten Hang gibt es Weinberge am 263,7 m ü. NHN hohen Föhrenberg-Ausläufer Offelesberg, auf dem übrigen, überwiegenden Offenlandteil wird jedoch Ackerbau betrieben. Das Dorf Willsbach ist der einzige Ort am Lauf und auch im Einzugsgebiet, der zur Gänze im Gemeindegebiet von Obersulm liegt.
Reihum grenzen die Einzugsgebiete folgender Nachbargewässer an:
- Im Südwesten und Westen nimmt der Lauchbach den Abfluss zur anderen Seite auf, ein Oberlauf des tieferen Sulm-Zuflusses Ellbach;
- im Nordwesten verläuft ein nur episodisch wasserführendes Gerinne im Judengraben zwischen Ellbach und Mäusebach zur Sulm;
- im Osten fließt der Hambach wenig aufwärts in Willsbach in die Sulm;
- an der Südostseite läuft jenseits von Offelesberg und Föhrenberg dessen linker Oberlauf Aubach zum Hambach.

## Geologie
Die einzige triassische geologische Schicht im Einzugsgebiet ist der Gipskeuper (Grabfeld-Formation), der aber zur Sulm hin weitgehend von viel jüngeren quartären Schichten überlagert ist, nacheinander mit einer Zone von lössführender Fließerde, von Lösssediment und von Schwemmland, dass flussnah aus Auenlehmen besteht. In der Mäuseklinge und ihrer Seitenmulde setzt schon vor den Gewässerursprüngen ein Schwemmlandband ein.

## Geschichte
Eine ältere topographische Karte aus den 1930ern lässt einen in Willsbach fast durchgehend offenen Lauf erkennen, der sich damals vom heutigen Verdolungsknick nach Norden an der Luisenstraße aus in alter nordöstlicher Richtung bis zum nördlichen Abschnitt der Mühlwiesenstraße fortsetzte. Dort bricht die blau eingezeichnete Trasse ab. Nach dem Gefälleverlauf dürfte sie wohl damals bis zum Hambach oder zum damals noch bestehenden Mühlkanal linksseits des Hambachs weitergeführt haben.

### LUBW
Amtliche Online-Gewässerkarte mit passendem Ausschnitt und den hier benutzten Layern: Lauf und Einzugsgebiet des Mäusebachs

Allgemeiner Einstieg ohne Voreinstellungen und Layer: Daten- und Kartendienst der Landesanstalt für Umwelt Baden-Württemberg (LUBW) (Hinweise)
1. 1 2 3  Höhe nach dem Höhenlinienbild auf dem Hintergrundlayer Topographische Karte.
2. ↑  Länge nach dem Layer Gewässernetz (AWGN).
3. ↑  Einzugsgebiet abgemessen auf dem Hintergrundlayer Topographische Karte.
4. ↑  Länge abgemessen auf dem Hintergrundlayer Topographische Karte.
5. ↑  Natur teilweise nach dem Layer Geschützte Biotope.
6. ↑  Höhe nach grauer Beschriftung auf dem Hintergrundlayer Topographische Karte.

### Andere Belege
1. ↑  Abfluss-BW - Daten und Karten
2. ↑  Wolf-Dieter Sick: Geographische Landesaufnahme: Die naturräumlichen Einheiten auf Blatt 162 Rothenburg o. d. Tauber. Bundesanstalt für Landeskunde, Bad Godesberg 1962. → Online-Karte (PDF; 4,7 MB)
3. ↑  Geologie nach den Layern zu Geologische Karte 1:50.000 auf: Mapserver des Landesamtes für Geologie, Rohstoffe und Bergbau (LGRB) (Hinweise)
4. ↑  Alter Verlauf in Willsbach nach:
  - Meßtischblatt 6822 Willsbach von 1932 in der Deutschen Fotothek